# Edgar Borges
Edgar Borges (Caracas, 24 aprile 1966) è uno scrittore venezuelano.

## Biografia
Ha scritto racconti, romanzi, di cronaca e per il teatro. I suoi libri narrano delle realtà multiple che circondano la quotidianità. La sua opera ha avuto riconoscimenti in concorsi internazionali ed è stata recensita da studiosi di letteratura che ne hanno evidenziato la forza creativa. Dal 2005 il suo universo letterario comincia a diffondersi in Spagna; nel contesto del IV Centenario del Don Chisciotte della Mancia, Radio Exterior acquista i diritti per la serie radiofonica di La fuga de Don Quijote per trasmetterla in più nazioni; nello stesso anno pubblica il libro El vuelo de Caín y otros relatos. Nel novembre del 2006 è il primo finalista al concorso El Basar de la Cultura di Montcada, Barcellona. Nel 2007 fa parte della antologia dei narratori Microveus, con il racconto breve La culpa de Nicanor. Nell'aprile del 2008, il suo nuovo romanzo ¿Quién mató a mi madre?, è tra i tre finalisti del III Premio Nacional de Novela Ciudad Ducal de Loeches di Madrid. Andreu Martín assicura che si tratta di un lavoro di genere inclassificabile. “Il romanzo mi ha elevato al di sopra della realtà per portarmi in un affascinante mondo di suggestioni, insinuazioni e riflessioni in cui non si tratta di risolvere enigmi per trovare risposte ma in cui si parte direttamente dalle risposte per perdersi negli enigmi". 
Nell'opera di Borges (Racconti e romanzi) compaiono, con marcata importanza, l'appartamento come rifugio esistenziale dell'essere urbano, e il revólver, come strumento di tradimento o di fuga. 
L'identità, come obiettivo e problema esistenziale, è un altro dei temi della sua letteratura. Se il romanzo ¿Quién mató a mi madre? si propone di indagare sulla morte della madre biologica (o cosmica: la terra), nel 2009, il libro (racconto) ¿Quién mató al doble de Edgar Allan Poe?, incentra la sua indagine sull'omicidio del padre letterario. Rispetto a questa'opera di doppia emersione dell'io, lo scrittore e critico Vicente Luis Mora assicura che "Edgar Borges crea una nuova via di approfondimento della soggettività".
È stata una costante nella vita dell'autore, che unisce l'atto creativo con lo sviluppo di laboratori letterari nelle comunità, istituzioni accademiche e prigioni. Come docente dal 2009, quando ha presentato in Spagna "Nunca más, señor Poe. El final de los malditos (Mai più, signor Poe. La fine dei dannati)", introduce elementi di performance per interpretare un altro sé che mette in discussione la versione del relatore. Edgar Borges ritiene che "per dare una svolta alla nostra educazione assolutista, la scienza e l'arte devono permettere nuove realtà alle società del XXI secolo". Nel febbraio 2010 ottiene il Premio Internazionale "Albert Camus", con La contemplazione. A seguito della lettura di questo romanzo Enrique Vila-Matas dichiara "Edgar Borges intende la letteratura come un complotto contro la realtà" Nel 2011 è uscito il suo libro Crónicas de bar che integra una serie pubblicata dalla stampa in Spagna. Il suo inizio è un invito all'osservazione della strada: "Il bar è il confessionale più democratico che possa esistere".
Nel marzo del 2012 viene pubblicata il suo nuovo lavoro El hombre no mediático que leía a Peter Handke. Edgar Borges utilizza generi diversi come il romanzo, l'intervista e il diario per montare un'indagine sulle basi di una finzione. El hombre no mediático que leía a Peter Handke è un romanzo che racconta di un'indagine tempo reale. L'autore, di fronte a un orologio da parete, prende appunti sui dati raccolti e gli eventi quotidiani che accadono intorno a lui. Routine familiare e investigazione conducono una battaglia all'interno di un uomo che, nella sua condizione di "autistico mediatico" non ha modo di interagire con il resto della società.
Nelle biblioteche di alcune delle maggiori università americane è possibile trovare studi condotti sull'opera Di Edgar Borges. I suoi racconti sono stati inclusi in antologie pubblicate in Spagna, Messico e Italia. Parte del suo lavoro è stato tradotto in inglese, portoghese e italiano. 
La contemplación nel 2013 vedrà la pubblicazione in Venezuela con le edizioni Negro sobre Blanco e in Italia con Lavieri edizioni.

## Stile
La ricercatrice venezuelana Rosalinda Garcia osserva che "la violenza in diverse sfaccettature: sociale, familiare, individuale, con la morte come conseguenza, guadagna terreno nei racconti di Edgar Borges. L'immagine del revolver come arma del delitto si ripete e semina la tragedia. E l'amore, anche quello materno, sono distrutti dal crimine. L'autore ci pone di fronte all'oscurità, di fronte al tenebroso essere umano, rappresentato soprattutto da assassini. Ma introduce anche la ricerca della luce". Per il poeta sivigliano Francisco Velez Edgar Nieto la narrazione di Borges "ripercorre un cammino che segue le orme segnate dalla grande letteratura europea con autori come Robert Walser; e come questo mago della narrazione tedesca, maestro di semplicità in ciò che osserviamo, analizza e poi espone, lo scrittore venezuelano inizia il suo viaggio riflessivo, intrigante, inquietante e fantastico".

## Critica
La ricercatrice americana Jennifer C. Post della Università di Indianapolis, incluse un lavoro sull'opera di Edgar Borges nella pubblicazione The Society for Ethnomusicology. I lavori di E. Borges sono stati anche evidenziati e analizzati da critici come Sonia Hernandez (Spagna); Rafael Ángel García (Venezuela); Edgard Moreno Uribe (Venezuela); Javier Santiago (Porto Rico); Miguel Vargas (Bolivia); Antonio Gómez Rufo (España); Marcelino Bisbal (Venezuela) y Luis Britto García (Venezuela). 
Borges è stato invitato a partecipare a Fiere e Eventi letterari in Colombia, Bolivia, Cuba, Stati Uniti, e Spagna. Los profesores Luis A. González y Kira Homo, della Università dell'Indiana, hanno incluso Aquiles, el último fugitivo de la globalización nel volume Globalización/mundialización; una bibliografía seleccionada. Il filosofo Vicente Huici (Spagna) definisce il cammino della letteratura dell'autore venezuelano nel suo saggio Edgar Borges y/o las historias que nos narran. Il filosofo Ignacio Castro Rey (Spagna) segnala che "si tratta di una letteratura di frontiera, in costante movimento". Lo scrittore Pedro Antonio Curto (Spagna) registra la ricerca dell'opera del venezuelano nel saggio "Edgar Borges, literatura de la propia sangre".

## Riconoscimenti
- Borsa di studio del Centro de Estudios Latinoamericanos Rómulo Gallegos. Caracas, Venezuela 1984.
- Menzione d'onore alla Biennale Eduardo Sifontes, Anzoátegui, Venezuela 1993. Per il libro: Sueños desencantados.
- Partecipazione al Foro Joven Literatura y Compromiso, Málaga, Spagna 1993, nel quale novantatré autori americani ed europei hanno discusso idee con scrittori come José Saramago, Wole Soyinka, Mario Benedetti e Jorge Amado, tra gli altri. Per il libro: Sonido Urbano, calle, salsa y cuento.
- Prima Biennale Poeta Peter R. Buznego. Consiglio, Aragua, Venezuela 1995. Per il racconto El tiempo de los silencios.
- Terzo finalista Concorso Internazionale di Racconti Grupo Búho. Madrid, España 2005. Per il racconto: El último aniversario.
- Prima finalista Concorso Internacional El Basar de la Cultura. Montcada, Barcelona, España 2006. Per il racconto breve: La culpa de Nicanor.
- Finalista del III Premio de Novela Ciudad Ducal de Loeches. Madrid 2008. Per il romanzo: ¿Quién mató a mi madre?
- Menzione d'onore al III Certamen de Relatos Cortos "Valentín Palacio". Asturias, España. 2008. Per il racconto: La fuga de Don Quijote.
- I Premio Internacional de Novela "Albert Camus". La Rioja, España. 2010. Per il romanzo: La contemplación.
- Nel mese di aprile 2011 il racconto El día de Robert Walser è incluso nell'archivio di Robert Walser Zentrum.
- Borsa di studio residenziale presso il Centro d'Arte La Rectoría, Barcelona. Progetto di indagine romanzata sull'opera di Peter Handke e la censura mediatica (Julio 2011).

## Opere
- Sonido Urbano, calle, salsa y cuentos, Editorial Tropykos, Caracas 1992. Saggi e sceneggiati per la radio.
- Sueños desencantados, Editorial Tropykos, Caracas 1994. Racconti.
- Mis días debajo de tu falda, Editorial Tropykos, Caracas 1996. Racconti.
- La monstrua, la mujer que jamás invitaron a bailar, Warp, Bogotá 1999. Romanzo breve.
- Aquiles, el último fugitivo de la globalización, Alfa Grupo, Caracas 2001. Racconto grafico.
- Lavoe contra Lavoe, la tragedia del cantante, Monologo sulla vida de Héctor Lavoe, Comala.com, Caracas 2006
- El Perro y La Rana, Caracas 2007. Teatro.
- El vuelo de Caín y otros relatos, Grupo Buho, Madrid 2005 e Comala, Caracas 2007.
- ¿Quién mató a mi madre?, Ediciones Irreverentes, Madrid 2008. Romanzo.
- ¿Quién mató al doble de Edgar Allan Poe?, Grupo Lobher Editorial, España, 2009.
- Letralia, Venezuela, Racconto. Edizione bilingue: spagnolo e inglese 2009.
- La contemplación, Grup Lobher Editorial, España 2010; Editorial Leer-e, España 2011; Editorial Negro Sobre Blanco, Venezuela 2013.
- Crónicas de bar, Editorial Milrazones, España 2011.
- El hombre no mediático que leía a Peter Handke, Ediciones En Huida, España 2012.
- La niña del salto, Ediciones Carena, España 2018.

## Opere tradotte
- Il volo di Caino e La colpa di Nicanor (Racconti brevi) in Buena Letra, traduzione di Marcela Filippi, Editoriale Giorni, 2012.
- La contemplazione, Romanzo, traduzione di Gianfranco Pecchinenda, Lavieri edizioni, 2013.
- La bambina dei salti, Romanzo, traduzione di Antonio Boccardo, Musicaos Editore, 2018.

## Antologie
- Narradores del Grupo Búho. El último aniversario (relato). Editorial Grupo Búho (Madrid, España 2005).
- Microveus. La culpa de Nicanor (microrelato). Ajuntament de Montcada (Barcelona, España 2007).
- La agonía del Nirvana. La realidad de Sebastián (relato). Editorial La voz del Espejo (Buenos Aires, Argentina 2009).
- Microdosis de textos latinoamericanos (libro artesanal). El vuelo de Caín (microrelato). Editorial (c) acto. (D.F., México 2011). Antología presentada en la muestra Internacional de la Cuarta Edición de Foro de Ediciones Contemporáneas, México, diciembre, 2011).
- El humor en Quevedo (Homenaje de dibujantes y escritores a Francisco de Quevedo). La luz burlesca de Quevedo (Microrelato). Fundación Francisco de Quevedo (Ciudad Real, España 2012).

## Opere giornalistiche
Come giornalista Edgar Borges ha pubblicato sulla rivista Bohemia, Papel Literario del quotidiano El Nacional, sui settimanali Mujer e Extra. Per la radio ha lavorato come creatore e produttore di programmi, tra i quali Sonido Urbano, A punto de ser Noticia, Extracto Vital. Ha fondato il settimanale Extra e la rivista Letras al Aire. Per l'attualità scrive per il periodico digitale Rebelión; el diario El Comercio de Asturias, e l'agenzia di stampa argentina Argenpress.